# Јожеф Дзурјак
Јожеф Дзурјак (мађ. Dzurják József; Геделе, 2. март 1962) је мађарски фудбалски менаџер и бивши фудбалер.

## Клупска каријера
Дзурјакова омладинска каријера је започела у фудбаском клубу Иклади Вашашу и Јасберењ Лехелу и притом је ишао у нижелигаше, да стекне искуство, као што су Јасароксалаш Вашаш, Бекешчаба и Л. Сабо Хонвед СЕ.
На мађарској прволигашкој сцени дебитовао је у сезони 1983/84. играјући за 1983/84. Те сезоне његов тим је испао из лиге и играо је у НБ II, а Дзурјак је био најбољи стрелац лиге друге лиге две сезоне заредом. Године 1986. прешао је у Ференцварош где је играо до 1990. године. Последњу сезону је са Ференцварошом завршио као најбољи стрелац лиге. То је значило да је за Дзурјака дошло време да се пресели у иностранство, потписавши уговор са вицешампионом Источне Немачке из 1990. ФК Хемницер, као један од ретких странаца који су играли у последњој сезони ДДР-Оберлиге. После шест месеци зимске паузе, прешао је у ФК Спартак Суботица где је остатак сезоне провео играјући у Првој лиги Југославије. Након овога, вратио се и играо полусезону са Ференцварошем, пре него што се поново преселио, овог пута на Кипар, да игра за Омонију једну и по сезону. У Мађарску се вратио 1993. године и заиграо прво за Трећи округ ТВЕ, затим Вац ФЦ и Диошђер ВТК пре него што се преселио на Малдиве 1996. године где је завршио каријеру. Своју играчку каријареу провео је на позицијама нападача.

## Репрезентација
Дана 13. маја 1987, Дзурјак је добио позив од селектора Јожефа Веребеша да буде део мађарског олимпијског тима. Своју прву утакмицу је одиграо против одговарајуће селекције Шпаније када је и постигао свој први гол за репрезентацију. Затим је такође играо против Шведске 9. септембра исте године.

## Тренер
Након завршетка активне играчке каријере, у почетку је радио као спортски новинар у Немзети Спорту. Тада је започео и тренерску каријеру, прво тренирајући омладинске селекције Дунакезија, БВСЦ, РЕАЦ и У-17 и У-19 тимове Ференцвароша. Затим је радио као помоћник менаџера, прво у Мађарској у клубовима Диошђер ВТК, Видеотон и Залаегерсеу, а затим у иностранству у Албанији, Малезији и на крају на Малдивима, где је освојио шампионат.
У марту 2008. године именован је за главног тренера клуба Валенсије који се такмичио у Дивихи лиги, највишој лиги на Малдивима. Од 2012. године је помоћник менаџера у Диошђер ВТК.

## Остварења
Диошђер ВТК
- Друга лига Мађарске у фудбалу најбољи стрелац првенства: 1984/85, 1985/86[1]

Ференцварош
- Друга лига Мађарске у фудбалу најбољи стрелац првенства: 1989/90.
- Куп Мађарске у фудбалу: првак 1991[1]

Омниа Никозија
- Прва лига Кипра у фудбалу: 1992/93.[1]
- Најбољи стрелац првенства: 1991/92. (21. гол)[1]

### Тренер
Клуб Валенсија
- Дивехи лига: 2008[1]
- Национално првенство Малдива: 2008[1]